# Kosz primadonny
Kosz primadonny – polska, czarno-biała, krótkometrażowa komedia z roku 1911. Istnienie filmu nie jest do końca udowodnione – jedynym źródłem, z jakiego znamy wzmiankę o nim są wspomnienia Wincentego Rapackiego oraz Juliana Krzewińskiego. W filmie miała wystąpić śpiewaczka Józefina Bielska.